# Malika El Assimi
Malika El Assimi, née à Marrakech en 1946, est une poétesse, universitaire, féministe et femme politique marocaine.

## Formation
Elle suit des études de littérature arabe et de littérature comparée. En 1987, elle est diplômée de la Faculté des lettres et des sciences humaines de Rabat.

## Écrits littéraires
Malika El Assimi fonde une revue, al-Ikhtiyar (Le choix), dans les années 1970. 
Elle est la première femme marocaine à publier un recueil de poésie,,. Elle publie ainsi plusieurs recueils poétiques, Kitabat Kharij Aswar al-'Alam (1988, Ecrits hors des murs du monde) et Aswat Hanjara Mayyita (1989, Voix des gorges mortes), Chose ayant des noms, en 1997, et Sangs du soleil, en 2001. 

## Travaux de recherche
Professeure à l'Université Mohammed-V de Rabat, elle s'est intéressée à la littérature orale marocaine, notamment aux contes populaires, qu'elle analyse comme des récits révélateurs de l'histoire sociale des femmes. Selon la chercheuse Aida Bamia, « Malika Assimi considère ces contes comme une expression de la créativité des femmes et comme les premiers fondements des compositions littéraires féminines ». 
Elle est l'autrice d'une Encyclopédie de la culture populaire.
Elle écrit aussi un ouvrage historique, Jemaa el-Fna, sur une place de Marrakech.

## Féminisme
Elle est l'autrice d'un essai portant sur la condition des femmes considérée d'un point de vue politique al-Mar'a wa Ishkaliyyat al-Dimuqratiyya (Les femmes et les ambiguïtés de la démocratie), dans lequel elle développe l'idée de la nécessité d'un engagement politique en vue de changer la condition des femmes.
Selon Malika El Assimi, le conte populaire s'est épanoui grâce à «la participation active des femmes dans le processus de création et de transmission orale de ces histoires». Il y aurait selon elle un partage entre la tradition littéraire écrite, qui est le fait principalement des hommes, et la tradition littéraire orale, portée presque exclusivement par les femmes. Les contes transmis par les femmes étaient souvent récités à Marrakech sur la Place Jemaa el-Fna.
Il est entendu pour Malika El Assimi que les valeurs patriarcales transmises dans ces contes populaires reflètent celles du passé et ne doivent en aucun cas régir la vie moderne.

## Vie politique
Elle a été députée à la Chambre des représentants où elle représentait le district de Marrakech en 2012. Elle figurait sur la liste du Parti de l'Istiqlal, dont elle est une des dirigeantes. Elle s'était déjà présentée aux élections législatives, sans succès en 2007. Elle avait été pressentie en 2002 pour avoir un poste ministériel.

## Famille
Elle est la nièce du poète, diplomate et homme politique Abdelkader Hassan El Assimi, cofondateur du Parti de l'Istiqlal.